# Chrissy Amphlett
Christine Joy "Chrissy" Amphlett, född 25 oktober 1959 i Geelong, Victoria, död 21 april 2013 i New York, var en australisk sångerska och skådespelerska. Hon sjöng i bandet Divinyls.

## Divinyls
Chrissy Amphlett bildade bandet Divinyls tillsammans med Mark McEntee och Jeremy Paul 1980. Bandet bytte medlemmar flera gånger, men McEntee och Amphlett fanns kvar. De släppte sex album mellan 1982 och 1996. År 1991 fick de en hit 1991 med I Touch Myself.

## Skådespelare
Chrissy Amphlett filmdebuterade 1982 i Monkey Grip, där hon spelade rocksångerska. Bandet gjorde även musiken till filmen. Hon spelade mot Russell Crowe i Willy Russells scenmusikal Blood Brothers 1988.
Amphlett spelade Judy Garland i The Boy from Oz, med Todd McKenney i rollen som Peter Allen. När showen spelades på Broadway spelades Garland av Isabel Keating och Allen av Hugh Jackman. Amphlett spelade rollen då showen återvände till Australien.

## Familj
Chrissy Amphlett var kusin till sångerskan Little Pattie (Patricia Amphlett).. Hon gifte sig 1999 med trummisen Charley Drayton.